# Ernst Schmid (Politiker, 1949)
Ernst Schmid (* 24. August 1949 in Eisenstadt, Burgenland) ist ein ehemaliger österreichischer Politiker. Er war Landtagsabgeordneter der Sozialdemokratischen Partei Österreichs und Bürgermeister der burgenländischen Gemeinde Oggau am Neusiedler See.

## Leben
Der Postbedienstete besuchte nach der Volksschule Oggau (1955 bis 1959) zwei Jahre lang die Hauptschule und wechselte dann 1961 an das Don Bosco Gymnasium Unterwaltersdorf, das er 1965 verließ, um in den Postdienst einzutreten. Er war zuletzt beruflich als Postvorstand tätig.

## Politik
Im politischen Bereich engagierte sich Schmid zunächst in der Lokalpolitik, wobei er von 1980 bis 1997 Vizebürgermeister von Oggau war. 1997 wurde er zum Bürgermeister gewählt. Daneben vertrat Schmid die SPÖ-Burgenland vom 27. Juni 1996 bis zum 9. Oktober 1996 im Bundesrat und wechselte danach mit dem 10. Oktober 1996 in den Burgenländischen Landtag. Er war zuletzt Obmann-Stellvertreter im Petitionsausschuss und SPÖ-Bereichssprecher für Kommunales, Gemeinden und Daseinsvorsorge. 2001 folgt er Walter Prior als Präsident des Sozialdemokratischen Gemeindevertreter-Verbands Burgenland nach. Schmid trat bei der Landtagswahl im Burgenland 2010 nicht mehr an. und schied per 24. Juni 2010 aus dem Landtag aus.
Innerparteilich war Schmid Ortsparteivorsitzender der SPÖ-Oggau, Bezirksvorsitzender-Stellvertreter sowie Mitglied des Parteipräsidiums und des Vorstandes.
Nach der Gemeinderatswahl 2017 folgte ihm sein Sohn Thomas Schmid als Bürgermeister von Oggau nach.